# スノーホワイト (1997年の映画)
『スノーホワイト』（Snow White: A Tale of Terror）は1997年のアメリカ合衆国のファンタジー・ホラー映画。監督はマイケル・コーン、出演はモニカ・キーナとシガニー・ウィーバーなど。グリム童話『白雪姫』を原作としており、『グリム・ブラザーズ/スノーホワイト』とのタイトル表記もある。製作国のアメリカではテレビ映画として放送されたが、日本では1997年10月10日に劇場公開された。

## ストーリー
大筋は一般によく知られた童話通りの流れであるが、グリム童話本来の残酷性を前面に出したストーリーとなっている。また、ヒロインが森で出会う「7人の小人」は「7人の金鉱掘り（放浪者）」になっている。更に、そのリーダー格の男とヒロインが愛し合うようになり、その愛（キスではない）によって毒リンゴによる死から目覚める展開となっている。

## 登場人物
括弧内は一般的に知られた「白雪姫」の物語において対応する登場人物。
クラウディア（王妃）
ホフマン男爵の後妻。当初は良き継母になろうと努力するが、反抗的な継娘リリーを次第に憎むようになる。
男爵との間に出来た子を死産したことをきっかけに、母の形見である鏡台にそそのかされ、リリーを殺そうとする。
フレデリック・ホフマン男爵（父王）
臨月の妻リリアナが馬車の事故で瀕死の状態になった際に妻に乞われて腹から娘を取り出した。
リリー・ホフマン（白雪姫）
ホフマン男爵の一人娘。亡き母と同じリリアナの名を持つ。継母クラウディアの恐ろしさに気付く。
最後は自らの手で魔法の鏡にナイフを突き立てクラウディアを倒す。
ピーター・グーテンバーグ（王子）
リリーの婚約者（恋人）。医師。
リリーが行方知れずになった後、クラウディアに誘惑される。
目覚めたリリーと共に男爵を救い出そうとするがクラウディアの誘惑によって殺される。
グスタフ（猟師）
クラウディアの弟。手先が器用。口がきけない。
姉に命じられてリリーを殺そうとするが失敗したために罰せられて死ぬ。
7人の金鉱掘りの男（7人の小人）
ウィル
リーダー格の男。両親を目の前で焼き殺された過去を持つ。
リリーと当初は反発し合うが次第に愛し合うようになる。
ポック
強面の初老の男。ウィルの辛い過去をリリーに教える。
クラウディアの呪いによって倒れた大木の下敷きになって死ぬ。
ロルフ
長髪の若い男。リリーを犯そうとしてウィルに追い出される。
ギルバート神父
クラウディアの呪いによって崩れ落ちた坑道で生き埋めになる。
コンラッド
大男。
バート
小男。
スカー

## キャスト
| 役名                       | 俳優                                      | 日本語吹き替え |
| -------------------------- | ----------------------------------------- | -------------- |
| リリー・ホフマン           | モニカ・キーナ タリン・デイビス（幼少期） | 笠原弘子       |
| クラウディア               | シガニー・ウィーバー                      | 幸田直子       |
| フレデリック・ホフマン男爵 | サム・ニール                              | 石波義人       |
| ウィル                     | ギル・ベロウズ                            | 清水明彦       |
| ギルバート神父             | ブライアン・プリングル                    | 鈴木泰明       |
| ピーター・グーテンベルク   | デヴィッド・コンラッド                    | 高瀬右光       |
| グスタフ（猟師）           | ミロスラフ・タボルスキー                  | -              |
| ポック                     | ブライアン・グローヴァー                  | -              |
| ロルフ                     | アンソニー・ブロフィ                      | -              |
| コンラッド                 | クリス・バウアー                          | -              |
| バート                     | ジョン・エドワード・アレン                | -              |
| スカー                     | アンドリュー・ティアナン                  | -              |

※その他の日本語吹き替え：星野充昭／梅津秀行／中村雄一／秋元羊介／長島雄一／久保田民絵／大橋世津／西宏子／関口英司／長谷川智子

## スタッフ
- 原作：グリム兄弟『白雪姫』
- 監督：マイケル・コーン
- 脚本：トム・スゾロッシ、デボラ・セラ
- 製作：トム・エンゲルマン
- 製作総指揮：テッド・フィールド、ロバート・W・コート、スコット・クルーフ
- 音楽：ジョン・オットマン
- 撮影：マイク・サウソン（英語版）
- 編集：イアン・クラフォード
- 配給：ギャガ・コミュニケーションズ
- 美術：ジェマ・ジャクソン（プロダクション・デザイン）
- 衣装：マリット・アレン

### 日本語版制作スタッフ
- 演出：中野洋志
- 吹替翻訳：石原千麻
- 字幕翻訳：菊地浩司
- 調整：長井利親
- 制作：ACクリエイト

## 作品の評価
Rotten Tomatoesによれば、11件の評論のうち高評価は55%にあたる6件で、平均して10点満点中6.00点を得ている。